# Charlie Saxton
Charles Saxton, detto Charlie (Bristol, 7 novembre 1989), è un attore statunitense.

## Biografia
Charlie Saxton è co-protagonista della serie televisiva Hung - Ragazzo squillo. Ha prestato inoltre la voce per il videogioco Bully.

## Filmografia

### Attore

#### Cinema
- Pants on Fire (1998)
- Mail Order Bride (2003)
- Billy and the Kid (2004)
- Delirium and the Dollman (2005)
- Rounding First (2005)
- E venne il giorno (2008)
- Bandslam - High School Band (2009)
- Amabili resti (The Lovely Bones) (2009)
- Twelve (2010)
- I Am Ben (2011)
- The English Teacher, regia di Craig Zisk (2013)
- Comic Movie, regia di Steven Brill (2013)
- Fino all'ultimo indizio (The Little Things), regia di John Lee Hancock (2021)

#### Televisione
- Badges (2010) (film TV)
- Hung - Ragazzo squillo – serie TV, 30 episodi (2009-2011)
- Come sopravvivere alla vita dopo la laurea (Cooper Barrett's Guide to Surviving Life) – serie TV, 13 episodi (2016)
- The Recruit – serie TV, episodio 1x04 (2022)

### Videogiochi
- Bully (2006) - voce di Melvin

## Doppiatori italiani
- Alessio Puccio in Come sopravvivere alla vita dopo la laurea, Fino all'ultimo indizio
- Simone Veltroni in Bandslam - High School Band, Comic Movie
- Arturo Valli in Amabili resti
- Lorenzo De Angelis in Hung - Ragazzo squillo
- Stefano De Filippis in The English Teacher
- Gabriele Patriarca in The Recruit